# Big Sean
Sean Michael Anderson (Santa Mónica, California; 25 de marzo de 1988), conocido por su nombre artístico Big Sean, es un rapero estadounidense perteneciente a la discográfica GOOD Music de Kanye West. Su primer álbum de estudio se tituló Finally Famous.

## Biografía

### Primeros años de vida y comienzos de carrera
Sean Michael Anderson nació en Santa Mónica, California, y se trasladó a los dos meses de edad al oeste de Detroit, donde fue criado por su madre y su abuela. Estudió en la Escuela Waldorf de Detroit. A Big Sean a menudo se le escucha decir "west side" (oeste) en sus canciones, se está refiriendo a la parte oeste de su ciudad natal, Detroit, Míchigan. En sus últimos años en secundaria, Sean obtuvo una valiosa relación con el hip hop.
En 2005, Kanye West estaba haciendo una entrevista de radio en el 102.7 FM. Sean, al oír hablar de esto, se dirigió a la estación de radio, donde estaba Kanye West, para cantar y realizar un poco de estilo libre. En un principio West se mostró reacio al MC, sin embargo le dio Sean 16 barras de rap para él. Big Sean dejó un demo-tape, y dos años más tarde, West firmó finalmente a Big Sean en G.O.O.D. Music.

### [1][2][3][4][5]2007-2010: Mixtapes y Seguimientos en Internet
El 30 de septiembre de 2007, Big Sean lanzó su primer mixtape oficial Finally Famous: The Mixtape. Su sencillo, "Get'cha Some", producido por WrighTrax, logró la atención de los medios de comunicación y salió en artículos en "The Source" y el diario "Detroit Metro Times". También grabó un video musical de "Get'cha Some", que fue dirigido por Hype Williams. Sean lanzó un segundo mixtape el 16 de abril de 2009, llamado UKNOWBIGSEAN. Contaba con las canciones "Million Dollars", "Get'cha Some" y "Supa Dupa". Este mixtape incluye 30 pistas. Sean lanzó un tercer mixtape el 31 de agosto de 2010, llamado Finally Famous Vol. 3: BIG. Las pistas incluyen acompañamiento de varios artistas como: King Chip, Curren$y, SAYITAINTTONE, Tyga, Drake, Mike Posner, Suai, Chuck Inglish, Asher Roth, James Boldy, y Chiddy Bang. La mixtape incluye 20 pistas. Big Sean mencionó el 7 de junio de 2011 la posibilidad de un nuevo mixtape. La mixtape tenía que haber sido lanzada antes del álbum, Finally Famous. Con el álbum ya lanzado, la fecha para el mixtape es desconocida.

### 2010–2012: Finally Famous
Es el álbum debut de Big Sean e incluye colaboraciones de Rick Ross, Pharrell, Kanye West, Wiz Khalifa, Bang Chiddy y Pusha T. El álbum fue lanzado el 28 de junio de 2011. El primer sencillo del álbum "My Last", cuenta con la colaboración de Chris Brown y es producido por No I.D. El segundo sencillo del álbum es "Marvin Gaye & Chardonnay", con Roscoe Dash y Kanye West. Ambos sencillos alcanzaron el puesto # 30 y # 32 en el Billboard 100, respectivamente.
Big Sean fue detenido el 4 de agosto de 2011 por asalto sexual en un concierto en Lewiston, Nueva York. El 26 de octubre de 2011, Big Sean se declaró culpable, y pagó una multa de 750.00$ y todos los cargos fueron retirados.
En septiembre de 2011, Big Sean confirmó en una entrevista con el Daily Tribune que trabajará en su segundo álbum durante el Tour  I Am Finally Famous y que tiene planes de lanzarlo en el verano de 2012.

## Estilo y vestimenta
A finales de octubre de 2008, Big Sean apareció en la revista "The Source" y encabezó la sección "estilo" de la revista. En el artículo, Sean habla sobre su estilo personal y afirma que sus marcas de ropa favoritas son 10 Deep, Billionaire Boys Club y Bape. Big Sean es también un representante constante de Ti$A la ropa y sombreros, junto con Chris Brown y Tyga. Ti$A es una empresa dirigida por antiguos compañeros de G.O.O.D. Music. Big Sean es también un seguidor del estilo de ropa Roothwood.

## Vida personal
Sean mantuvo una relación con la actriz de la serie televisiva Glee, Naya Rivera. Más tarde anunciaron su boda. Sin embargo, el 9 de abril de 2014 se anunció que la boda fue cancelada debido a diferencias entre la pareja. 
En agosto de 2014, inició una relación amorosa con la cantante y actriz Ariana Grande. Antes, Sean y Grande habían sido muy buenos amigos. Su pareja colaboró en su álbum Dark Sky Paradise en la canción «Research». La canción trata sobre una pareja de enamorados que se hacen investigaciones el uno al otro para saber más de su pasado. Luego de ocho meses de romance, Grande dio por finalizada su relación con Big Sean.
Desde 2016 mantiene una relación con la cantante Jhené Aiko. En julio de 2022 se hizo público que estaban esperando su primer hijo en común. Su hijo Noah nació el 8 de noviembre de 2022.

## Discografía

### Álbumes

#### Álbumes de estudio
- 2010: Finally Famous
- 2013: Hall of Fame
- 2015: Dark Sky Paradise
- 2017: I Decided.
- 2020: Detroit 2

#### Mixtapes
- 2008: Finally Famous Vol. 1: The Mixtape
- 2009: Finally Famous Vol. 2: UKNOWBIGSEAN
- 2010: Finally Famous Vol. 3: BIG
- 2012: Detroit Archivado el 7 de septiembre de 2012 en Wayback Machine.

### Sencillos
| Año  | Título                                                                                   | Mejor posiciones en listas | Mejor posiciones en listas | Mejor posiciones en listas | Mejor posiciones en listas | Certificaciones   | Álbum                      |
| Año  | Título                                                                                   | EUA                        | EUA R&B                    | EUA Rap                    | CAN                        | Certificaciones   | Álbum                      |
| ---- | ---------------------------------------------------------------------------------------- | -------------------------- | -------------------------- | -------------------------- | -------------------------- | ----------------- | -------------------------- |
| 2010 | "What U Doin?"                                                                           | —                          | —                          | —                          | —                          |                   | Finally Famous Vol. 3: Big |
| 2011 | "My Last" (con Chris Brown)                                                              | 30                         | 4                          | 1                          | —                          | - EUA: Oro        | Finally Famous             |
| 2011 | "I Do It"                                                                                | 120                        | 92                         | —                          | —                          |                   | Finally Famous             |
| 2011 | "Marvin & Chardonnay" (con Kanye West y Roscoe Dash)                                     | 32                         | 1                          | 4                          | —                          | - EUA: Platino    | Finally Famous             |
| 2011 | "Dance (A$$)" (con Nicki Minaj)                                                          | 10                         | 3                          | 2                          | 69                         | - EUA: 2× Platino | Finally Famous             |
| 2012 | "Mercy" (con Kanye West, Pusha T and 2 Chainz)                                           | 13                         | 1                          | 1                          | 46                         | - EUA: 3× Platino | Cruel Summer               |
| 2012 | "Clique" (con Kanye West y Jay-Z)                                                        | 12                         | 2                          | 2                          | 17                         | - EUA: 2× Platino | Cruel Summer               |
| 2012 | "Guap"                                                                                   | 71                         | 21                         | 17                         | —                          |                   | Hall of Fame               |
| 2013 | "Switch Up" (con Common)                                                                 | —                          | 50                         | —                          | —                          |                   | Hall of Fame               |
| 2013 | "Beware" (con Jhené Aiko y Lil Wayne)                                                    | 38                         | 10                         | 6                          | —                          | - EUA: Oro        | Hall of Fame               |
| 2013 | "Fire"                                                                                   | 119                        | 46                         | —                          | —                          |                   | Hall of Fame               |
| 2013 | "Ashley" (con Miguel)                                                                    | —                          | —                          | —                          | —                          |                   | Hall of Fame               |
| 2014 | "10 2 10 (Remix)"                                                                        | —                          | —                          | —                          | —                          |                   | Sencillo sin álbum         |
| 2014 | "You Don't Know"                                                                         | —                          | —                          | —                          | —                          |                   | Hall of Fame               |
| 2014 | "I Don't Fuck with You" (con E-40)                                                       | 11                         | 1                          | 1                          | 50                         | - EUA: Oro        | TBA                        |
| 2014 | "Paradise"                                                                               | —                          | —                          | —                          | —                          |                   | TBA                        |
| 2014 | "Detroit Vs. Everybody" (con Eminem, Royce da 5'9", Danny Brown, Dej Loaf y Trick-Trick) | 108                        | 28                         | 23                         | 87                         |                   | Shady XV                   |

### Colaboraciones
- 2010: "Fat Raps" (Chip tha Ripper con Currensy y Big Sean)
- 2010: "Whatever U Want" (GOOD Music Remix) (Consequence con Kanye West, Common, Kid Cudi y Big Sean)
- 2011: "My Closet" (SAYITAINTTONE con Big Sean)
- 2011: "Lay It on Me" (Kelly Rowland con Big Sean)
- 2011: "What Yo Name Iz?" (Remix) (Kirko Bangz con Wale, Big Sean y Bun B)
- 2011: "My Own Planet" (Royce da 5'9"]] con Big Sean)
- 2011: "Oh My" (Remix) (DJ Drama con Trey Songz, 2 Chainz and Big Sean)
- 2012: "Already There" (John West con Big Sean)
- 2012: "Kiss It Bye Bye" (Aleesia con Big Sean)
- 2012: "Till I Die" (Chris Brown con Big Sean y Wiz Khalifa)
- 2012: "Naked" (Kevin McCall con Big Sean)
- 2012: "My Homies Still" (Lil Wayne con Big Sean)
- 2012: "As Long as You Love Me" (Justin Bieber con Big Sean)
- 2012: "Good Girls (Don't Grow on Trees)" (Cris Cab con Big Sean)
- 2012: "Burn" (Meek Mill con Big Sean)
- 2013: "Show Out" (Juicy J con Young Jeezy and Big Sean)
- 2013: "All That (Lady)" (Game con Lil Wayne, Big Sean, Fabolous y Jeremih)
- 2013: "Wild" (Jessie J con Big Sean y Dizzee Rascal)
- 2013: "Love Money Party" (Miley Cyrus con Big Sean)
- 2013: "Right There" (Ariana Grande con Big Sean)
- 2013: "All Me" (Drake con 2 Chainz and Big Sean)
- 2013: "Top of the World" (Mike Posner con Big Sean)
- 2013: "Control" (con Kendrick Lamar and Jay Electronica)
- 2013: "Who I Am" (Pusha T con 2 Chainz and Big Sean)
- 2014: "Memphis" (Justin Bieber con Big Sean)
- 2014: "Best Mistake" (Ariana Grande con Big Sean)
- 2014: "Open Wide" (Calvin Harris con Big Sean)
- 2015: "Research" (Big sean con Ariana Grande)
- 2015: "Blessing" (Big sean con Drake y Kanye West)
- 2015: "Tangerine" (Miley Cyrus con Big Sean)
- 2015: "No Pressure" (Big Sean con Justin Bieber)
- 2017: "Miracles (Someone Special)"(Coldplay con Big Sean)
- 2017: "Feels" (Calvin Harris con Pharrell Williams, Katy Perry, Big Sean)
- 2018: "Alone" (Halsey con Big Sean, Stefflon Don)
- 2018: "Wassup" (Logic con Big Sean)
- 2019: "Jealous" (DJ Khaled con Chris Brown, Lil Wayne, Big Sean)

## Televisión
- 2010 BET Hip-Hop Awards Cypher (Kanye West, Pusha T, CyHi Da Prynce, Big Sean & Common)